# Paul Johansson
Paul Joseph Otto Johansson (Spokane (Washington), 26 januari 1964) is een Amerikaans acteur.
Johansson was voor het eerst te zien op televisie, toen hij in 1989 een rol kreeg in Santa Barbara. Na nog terugkerende rollen in Beverly Hills, 90210 en Lonesome Dove: The Series en gastrollen in 7th Heaven en Dharma & Greg, kreeg Johansson in 2003 de rol van Dan Scott in One Tree Hill.
Johansson heeft tevens in de films John Q, The Notebook en Alpha Dog gespeeld.
In de tv-serie Van Helsing speelt Johansson de rol van Dmitri.
- Bibliothèque nationale de France: cb140497866 (data)
- Gemeinsame Normdatei: 1027782884
- International Standard Name Identifier: 0000 0000 0277 2961
- Library of Congress Control Number: no2011174533
- Nederlandse Thesaurus van Auteursnamen: 303615060
- SNAC: w63x93jw
- Système universitaire de documentation: 161435149
- Virtual International Authority File: 7590393
- WorldCat: E39PBJfh7WMqqxHq78dPvYPxXd